# باشگاه فوتبال ژالگیریس
باشگاه فوتبال ژالگیریس (لیتوانیایی: FK Žalgiris) یک باشگاه فوتبال در شهر ویلنیوس، لیتوانی است.
این باشگاه که در سال ۱۹۴۷ تاسیس شده سابقه ۷ قهرمانی در لیگ آ فوتبال لیتوانی و ۱۲ قهرمانی در جام حذفی فوتبال لیتوانی را در کارنامه دارد.